# إسماعيل بدر الدين الأول
إسماعيل بدر الدين الأول بن مولايا راج (تُوفي في 23 جمادى الآخرة 1085 هـ الموافق 1676 م، في جام نجر، بالهند) كان الداعي المطلق الرابع والثلاثين من البهرة الداودية. خلف الداعي الثالث والثلاثين فيرخان شجاع الدين في المنصب الديني. أصبح إسماعيل الداعي المطلق عام 1085هـ/1657م. فترة دعوته كانت 1065 – 1085 هـ الموافق 1657 – 1676 م. وهو الداعي الأول من نسل مولايا بهارمال.

## الحياة المبكرة
وُلِد إسماعيل بدر الدين في جام نجر، بشبه جزيرة كاثياوار بولاية كجرات الهندية الحديثة، عام 990 هـ/1582 م. وكان أول داعي مطلق من سلالة الوزير الملكي الراجبوتي راجا بهارمال، الذي أسلم (مع شقيقه راجا تارمال) على يد مولانا أحمد ومولانا عبد الله، وهما داعيان أرسلهما الإمام الثامن عشر المستنصر بالله إلى الهند من القاهرة. وقد تلقيا العلم وتدربا على هذه الخدمة على يد سيدنا المؤيد في الدين الشيرازي، باب أبواب الإمام المستنصر بالله. 
نسبه الكامل هو كما يلي: إسماعيل بدر الدين بن مولايا راج بن مولايا آدم بن مولايا داود بن مولايا راجا بن مولايا علي بن مولايا إسحاق بن مولايا يعقوب بن راجا بهارمال. كان جده، مولايا آدم، قد اتخذ من جام نجر موطنًا له، وكان والده، مولايا راج، قد أسس فيها تجارةً واسعة. استقر مولايا راجا سابقًا في موربي، وقبل ذلك، عاش أجداده في باتان. 

## التعليم
أحضره والد بدر الدين، مولايا راج، إلى أحمد آباد، بحضور الداعي السابع والعشرين داود بن قطب شاه، عندما كان في الثانية عشرة من عمره. سأل داود مولايا راج عن الطفل، فأجاب مولايا راج أنه ابنه الخامس. قال لمولايا راج، "لقد عرضت عليّ بضمير حي خمس ثروتك، لكنك لم تعرض عليّ بعد خمس نصيب أبنائك". سُرّ مولايا راج بهذا الطلب، وأعطى داود (خمس) مسؤولية الشاب إسماعيل بسعادة. تولى داود تعليم إسماعيل شخصيًا. بعد ذلك بسنوات عديدة، عاش إسماعيل لمدة ثمانية أشهر في أحمد آباد وعاد إلى جام نجر لمدة الأربعة أشهر المتبقية.

## الزواج
زوّج مولايا راج إسماعيل من سيدة تقية تُدعى بودي باي. وأنجبت له ابنه وخليفته: السيد عبد الطيب زكي الدين الثاني.

## قبل منصب الداعي
خدم إسماعيل بدر الدين سبعة دعاة (من 27 إلى 33)؛ داود بن قطب شاه، والشيخ آدم صفي الدين، وعبد الطيب زكي الدين الأول، وعلي شمس الدين، وقاسم خان زين الدين، وقطب خان قطب الدين، وفير خان شجاع الدين. وكان من إنجازاته سداد قرض كبير في عهد قاسم خان زين الدين. وفي وقت الجفاف في ولاية غوجارات، أرسل بدر الدين أيضًا عربات محملة بالأرز إلى الداعي في أحمد آباد للمؤمنين. وعلى مدار هذه السنوات، وبسبب تميز وإخلاص سيدنا إسماعيل بدر الدين وغيرة ومكائد بعض الناس، تحمل بدر الدين عددًا من التجارب الخطيرة. ونتيجة للمكائد، أرسل الداعي في مناسبتين مبعوثًا للاستفسار عن الادعاءات الخطيرة والكاذبة الموجهة ضد بدر الدين. حتى في مواجهة هذا العداء، ظل بدر الدين ثابتًا.

## بعد منصب الداعي
عندما أصبح بدر الدين داعيًا، أنشأ مؤسسة تعليمية منظمة في جام نجر. درّس بدر الدين بنفسه العديد من كتب الدعوة للطلبة. توافد حوالي ثلاثين طالبًا للدراسة على يد بدر الدين.
كان بدر الدين في الخامسة والسبعين من عمره عندما أصبح داعيًا. ورغم تقدمه في السن، فقد قاد الجماعة لمدة عشرين عامًا.

## الوفاة
تُوفي في الثالث والعشرين من جمادى الآخرة سنة 1085 هـ الموافق 1674 م عن عمر يناهز خمسة وتسعين عامًا. ويُعتبر مزار بدري في جام نجر الضريح المقدس الذي دُفن فيه سيدنا إسماعيل بدر الدين.

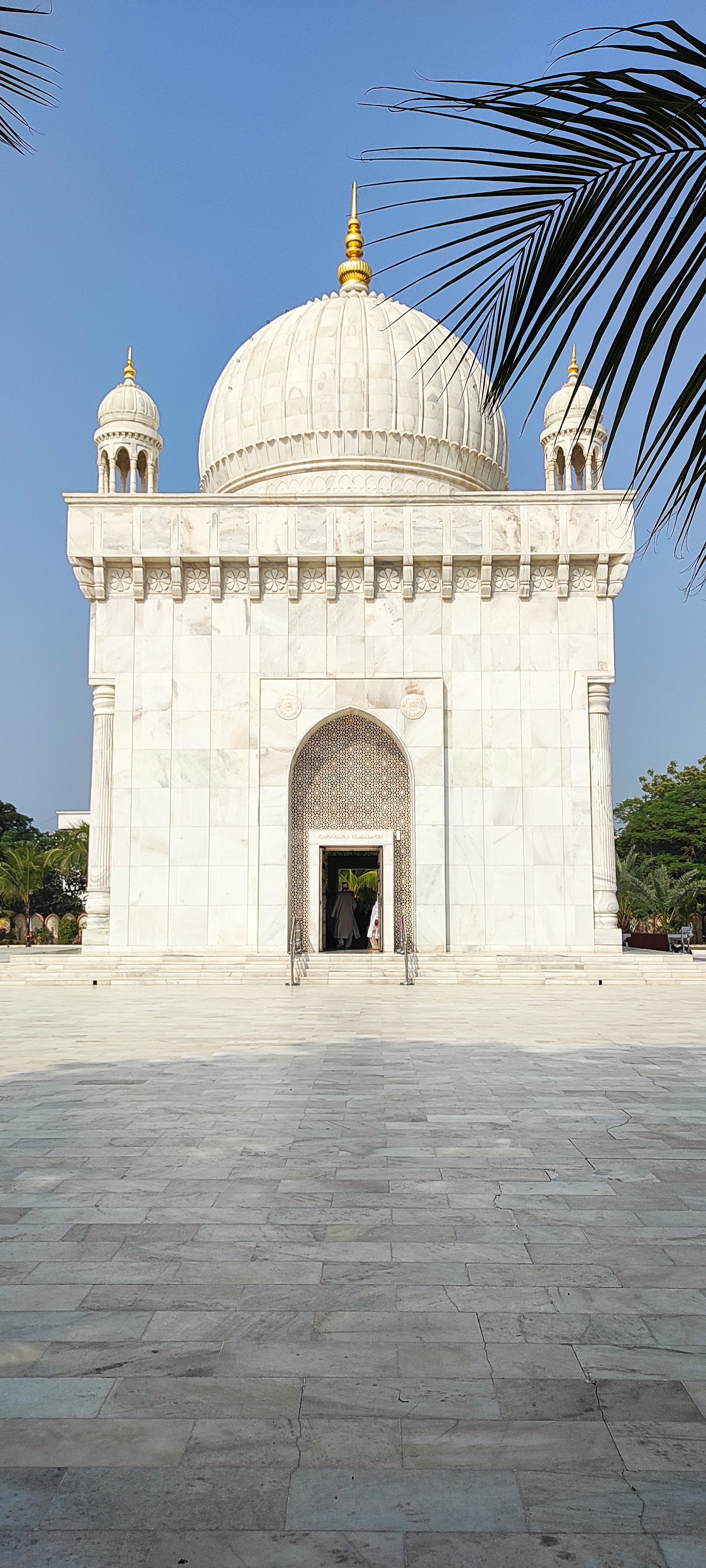
سيدنا إسماعيل بدر الدين (الثاني) بن سيدي الشيخ آدم (توفي في 7 محرم 1150 هـ (1738 م) في جام نجر، الهند) كان الداعي الثامن والثلاثين للبهرة الداودية

## قراءة إضافية
- الإسماعيلية تاريخها وعقيدتها تأليف فرهاد دفتري (فصل -الإسماعيلية المستعلية-ص 113). 300-310)
- عيون الأخبار هو النص الأكثر اكتمالاً الذي كتبه الداعي الإسماعيلي/الطيبي/الداوودي التاسع عشر السيد إدريس بن حسن عن تاريخ الجماعة الإسماعيلية من أصولها حتى القرن الثاني عشر الميلادي في عهد الخلفاء الفاطميين المستنصر (ت. 487/1094)، وعصر الحكام المستعليين بما في ذلك المستعلي (ت. 495/1101) والأمير (ت. 524/1130)، ثم الجماعة الإسماعيلية الطيبية في اليمن.

| ألقاب شيعيَّة                                                                              | ألقاب شيعيَّة                                                                  | ألقاب شيعيَّة                     |
| ---------------------------------------------------------------------------------------- | ---------------------------------------------------------------------------- | ------------------------------- |
| إسماعيل بدر الدين الأول الداعي المطلقولد: 1582 م (990 هـ) جام نجر توفي: 1676 م (1085 هـ) |                                                                              |                                 |
| سبقه فيرخان شجاع الدين                                                                   | الداعي المطلق الرابع والثلاثون (34) للبهرة الداودية 1065–1085 هـ/1657–1676 م | تبعه عبد الطيب زكي الدين الثاني |